# Верхние Метески (Тюлячинский район)
Верхние Метески (тат. Югары Мәтәскә) — деревня в Тюлячинском районе Республики Татарстан, в составе Большеметескинского сельского поселения.

## География
Деревня находится на реке Метескибаш, в 12 км к западу от районного центра — села Тюлячи.

## История
Основание деревни относят к периоду Казанского ханства.
В сословном плане, в XVIII веке и вплоть до 1860-х годов, жители деревни причислялись к государственным крестьянам. Занимались земледелием, разведением скота, портняжным промыслом.
По сведениям из первоисточников, в начале XX столетия в деревне действовали мечеть и медресе, водяная мельница, 2 мелочные лавки. В этот период земельный надел сельской общины составлял 860 десятин.
До 1920 года деревня входила в Пановскую волость Лаишевского уезда Казанской губернии. С 1920 года в составе Лаишевского, с 1927 - Арского кантонов ТАССР. С 10.08.1930 в Сабинском, с 10.02.1935 в Тюлячинском, с 12.10.1959 в Сабинском, с 04.10.1991 в Тюлячинском районах.

## Население
| 1782 | 1859 | 1897 | 1908 | 1920 | 1926 | 1938 | 1949 | 1958 | 1970 | 1979 | 1989 | 2000 |
| ---- | ---- | ---- | ---- | ---- | ---- | ---- | ---- | ---- | ---- | ---- | ---- | ---- |
| 136  | 525  | 780  | 953  | 831  | 700  | 686  | 552  | 440  | 422  | 336  | 245  | 227  |

Национальный состав села — татары.

## Экономика
Полеводство, свиноводство. 

## Инфраструктура
Начальная школа.